# Michele Parrinello

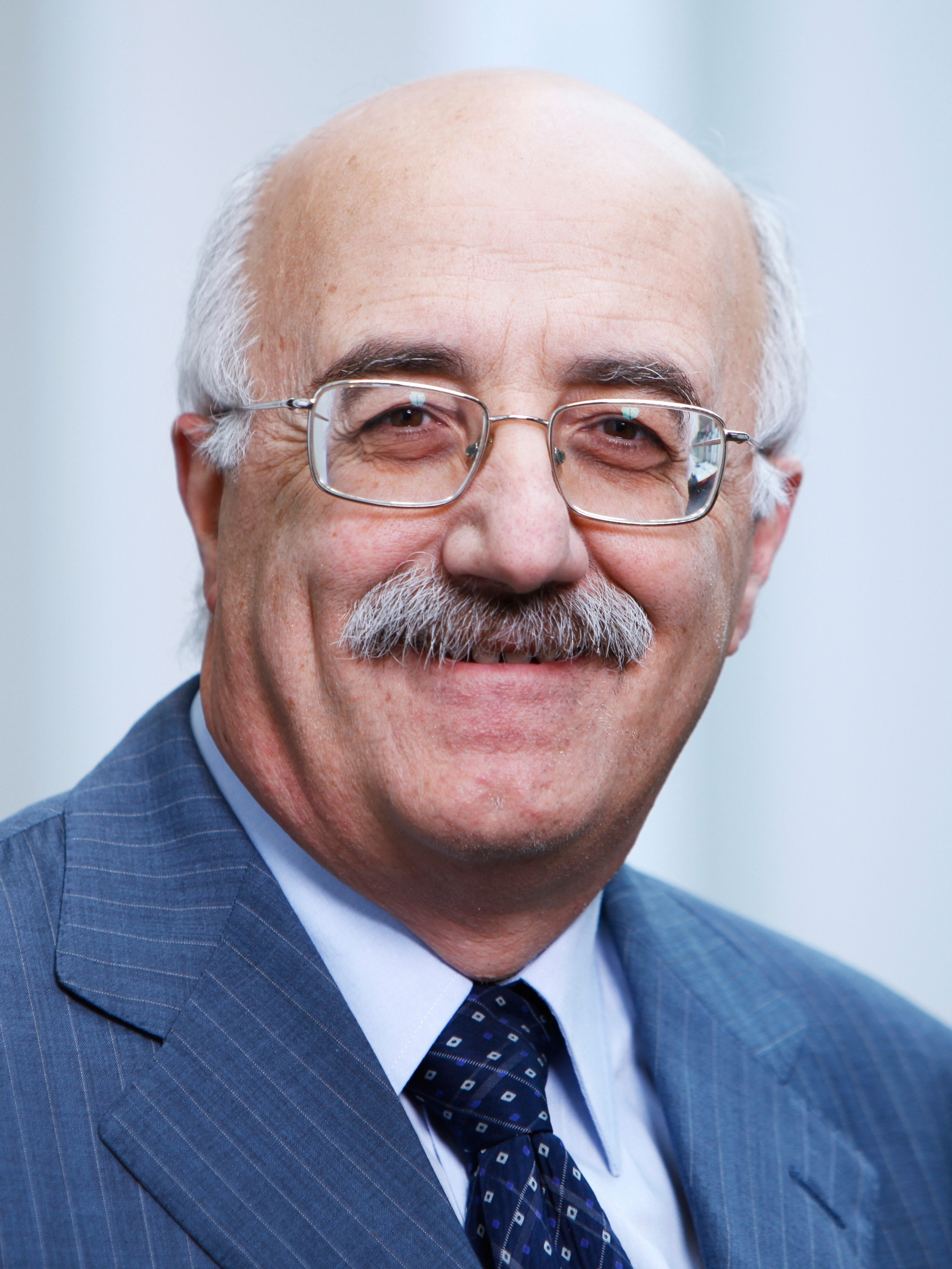
Michele Parinello (2011)

Michele Parrinello (* 7. September 1945 in Messina) ist ein italienischer Physiker, der sich mit physikalischer Chemie und speziell Computer-Simulationsmethoden in Physik und Chemie beschäftigt.

## Leben
Parrinello studierte Physik an der Universität Bologna, wo er 1968 sein Diplom (Laurea) machte. Später war er Professor an der International School for Advanced Study (SISSA) in Triest und danach Direktor am Max-Planck-Institut für Festkörperforschung in Stuttgart, dessen Auswärtiges Wissenschaftliches Mitglied er noch ist. Er ist seit 2001 Professor für Computational Science an der Fakultät für Chemie und Angewandte Biowissenschaften der ETH Zürich und an der Fakultät für Informatik der Università della Svizzera italiana. Bis 2003 war er Direktor des Centro svizzero di calcolo scientifico (CSCS) in Manno (Tessin).
Zwischen 2014 und 2018 war er Mitglied des Wissenschaftlich-Technischen Ausschusses des Italienischen Technologieinstituts (IIT), seit 2018 ist er Seniorforscher und seit 2020 Hauptforscher der Forschungseinheit Atomistische Simulationen des Italienischen Technologieinstituts (IIT).

## Forschung und Lehre
2009 erhielt er mit Roberto Car die Dirac-Medaille (ICTP) für ihre Entwicklung einer ab-initio-Simulationsmethode, die die quantenmechanische Dichtefunktionaltheorie für Berechnungen der Elektronenstruktur mit Methoden der molekularen Dynamik zur Simulation der klassischen (Newtonschen) Atombewegungen kombiniert. Sie nennen ihr Verfahren Ab initio molecular dynamics, es ist auch als Car-Parrinello-Methode bekannt. Das Verfahren wurde von beiden 1985 entwickelt, als beide in Triest waren, und fand vielfältige Anwendungen in der Festkörperphysik, der Biochemie, der Chemischen Physik, den Materialwissenschaften.
Parrinello arbeitete auch über die Simulation struktureller Phasenübergänge mit Methoden der molekularen Dynamik, der Theorie von Ionen-Flüssigkeiten, Pfadintegral-Berechnungen von Lösungen geschmolzener Salze in Metallen, Ziegler-Natta-Katalyse, Protonen-Transfer in Wasser. Er entwickelte mit Aneesur Rahman die Parrinello-Rahman-Methode der molekularen Dynamik, mit der Phasenübergänge in Festkörpern unter Druck untersucht werden können.
1990 erhielt er mit Car den Hewlett-Packard-Preis der European Physical Society. 1995 erhielten beide den Aneesur-Rahman-Preis der American Physical Society, deren Fellow er ist. 1995 wurde er Ehrenprofessor der Universität Stuttgart. 1994 erhielt er den Boys-Rahman Prize der Royal Society of Chemistry, 2001 den Preis für Theoretische Chemie der American Chemical Society, 2005 die Schrödinger Medal und 2009 zusammen mit Car den Sidney Fernbach Award der IEEE. 2011 wurde er mit dem Marcel-Benoist-Preis ausgezeichnet. Für 2020 wurde ihm die Benjamin Franklin Medal des Franklin Institute zugesprochen. Er ist Mitglied der Berlin-Brandenburgischen Akademie der Wissenschaften, der Royal Society, der Accademia dei Lincei, der National Academy of Sciences (2010), der American Academy of Arts and Sciences (2012) und der International Academy of Quantum Molecular Science. Parrinello ist mehrfacher Ehrendoktor.